# Bruz
Bruz är en kommun i departementet Ille-et-Vilaine i regionen Bretagne i nordvästra Frankrike. Kommunen ligger i kantonen Bruz som tillhör arrondissementet Rennes. År 2022 hade Bruz 19 667 invånare.

## Befolkningsutveckling
Antalet invånare i kommunen Bruz
Referens:INSEE